# Nicolás Muñoz
Nicolás Muñoz (21 de diciembre de 1981, Ciudad de Panamá) es un futbolista panameño naturalizado salvadoreño que actualmente no tiene equipo.

## Origen de su apodo
En una entrevista de Muñoz con el periódico panameño Mi Diario, dijo que el origen de su sobrenombre Yuyu era en realidad el nombre de un pollo de corral que le regaló un tío suyo. La madre de Muñoz lo llamaba Yuyu cuando se portaba mal.

## Trayectoria
Apodado Yuyu, Muñoz ha pasado la mayor parte de su carrera en su Panamá natal y en El Salvador, pero también estuvo en Colombia con Envigado, a quien dejó para el Chalatenango salvadoreño en 2004.
También jugó en FAS y Águila, a quienes regresó tras una breve cesión en Portugal con el Belenenses, y en verano de 2008 fichó por Alianza.
Se mudó a Vista Hermosa en enero de 2009 y luego de una segunda etapa en Águila regresó a Panamá en febrero de 2010 para jugar en Árabe Unido.
En 2012, firmó por Isidro Metapán, su contrato se extendió por un año en mayo de 2013. Muñoz, quien había marcado siete de los nueve goles anteriores de Isidro Metapán en la CCL, continuó con su aporte.
El 24 de octubre de 2013 se convirtió en el tercer jugador en marcar 4 goles en un partido de la CCL contra Los Angeles Galaxy, todos los cuales Nicolás Muñoz anotó en solitario.
En enero de 2015 se reincorporó al Águila, luego de que Isidro Metapán se negara a renovar su contrato y en abril marcó el gol número 1000 del club en la historia de la liga salvadoreña.
En 2017 se unió a Luis Ángel Firpo para el torneo Clausura 2017, luego de ser liberado por Águila el torneo anterior.
En 2018 firmó con Pasaquina para el torneo Clausura 2018.

## Selección nacional
Debutó con la selección de fútbol de Panamá el 29 de noviembre de 2006 en un partido amistoso contra la selección de fútbol de El Salvador, en el empate 0-0 en San Salvador.

### Goles internacionales
| Núm. | Fecha                   | Lugar                                        | Rival       | Gol | Resultado | Competición |
| ---- | ----------------------- | -------------------------------------------- | ----------- | --- | --------- | ----------- |
| 1    | 15 de noviembre de 2014 | Estadio Cuscatlán, San Salvador, El Salvador | El Salvador | 0-1 | 1-3       | Amistoso    |

### Participaciones en selección nacional
| Copa                      | Sede           | Resultado        | Partidos | Goles |
| ------------------------- | -------------- | ---------------- | -------- | ----- |
| Copa Oro 2007             | Estados Unidos | Cuartos de final | 2        | 0     |
| Copa Centroamericana 2014 | Estados Unidos | Tercer lugar     | 1        | 0     |

## Clubes
| Club                       | País        | Año       | Partidos | Goles |
| -------------------------- | ----------- | --------- | -------- | ----- |
| Sporting 89                | Panamá      | 2000-2001 |          |       |
| Deportivo Árabe Unido      | Panamá      | 2002      |          |       |
| Envigado                   | Colombia    | 2003      |          |       |
| Deportivo Chalatenango     | El Salvador | 2004      |          | 10    |
| Deportivo FAS              | El Salvador | 2005      |          | 12    |
| Sporting 89                | Panamá      | 2006      |          | 3     |
| Club Deportivo Águila      | El Salvador | 2006-2007 | 33       | 12    |
| Os Belenenses              | Portugal    | 2007      |          |       |
| Club Deportivo Águila      | El Salvador | 2008      | 0        | 0     |
| Alianza Fútbol Club        | El Salvador | 2008      | 12       | 5     |
| Deportivo Vista Hermosa    | El Salvador | 2009      | 39       | 21    |
| Deportivo Águila           | El Salvador | 2009      | 0        | 0     |
| Deportivo Árabe Unido      | Panamá      | 2010      | 26       | 12    |
| Deportivo Águila           | El Salvador | 2010-2012 | 55       | 42    |
| Deportiva Isidro Metapán   | El Salvador | 2012-2014 | 110      | 67    |
| Deportivo Águila           | El Salvador | 2014-2016 | 87       | 42    |
| Deportivo Luis Ángel Firpo | El Salvador | 2017      | 37       | 15    |
| Pasaquina Fútbol Club      | El Salvador | 2018      | 21       | 9     |
| Deportiva Isidro Metapán   | El Salvador | 2018-2019 | 35       | 8     |
| Deportivo El Vencedor      | El Salvador | 2019      | 22       | 19    |
| Deportivo Águila           | El Salvador | 2020-2021 | 56       | 22    |
| Deportivo Municipal Limeño | El Salvador | 2022      | 18       | 6     |
| Sporting San Miguelito     | Panamá      | 2022      | 10       | 1     |

## Palmarés

### Títulos nacionales
| Título           | Club              | País        | Año    |
| ---------------- | ----------------- | ----------- | ------ |
| Primera División | CD Árabe Unido    | Panamá      | 2002-A |
| Primera División | CD FAS            | El Salvador | 2005-C |
| Primera División | CD Árabe Unido    | Panamá      | 2010-C |
| Primera División | CD Águila         | El Salvador | 2012-C |
| Primera División | AD Isidro Metapán | El Salvador | 2012-A |
| Primera División | AD Isidro Metapán | El Salvador | 2013-A |
| Primera División | AD Isidro Metapán | El Salvador | 2014-C |
| Primera División | AD Isidro Metapán | El Salvador | 2014-A |

### Distinciones individuales
| Distinción                               | Año  |
| ---------------------------------------- | ---- |
| Máximo Goleador del Torneo Apertura (12) | 2004 |
| Máximo Goleador del Torneo Apertura (15) | 2011 |
| Máximo Goleador del Torneo Clausura (12) | 2012 |
| Máximo Goleador del Torneo Apertura (12) | 2012 |
| Máximo Goleador del Torneo Apertura (10) | 2014 |
| Máximo Goleador del Torneo Apertura (19) | 2019 |
| Máximo Goleador del Torneo Apertura (12) | 2020 |